# Бюно-Бонво
Бюно̀-Бонво̀ (на френски: Buno-Bonnevaux) е село в северна Франция, част от департамента Есон на регион Ил дьо Франс. Населението му е около 460 души (2015).
Разположено е на 117 метра надморска височина в Парижкия басейн, на 19 километра югоизточно от Етамп и на 55 километра южно от центъра на Париж. Селището е известно от средата на XIV век. В миналото известно в района с кариерата си, произвеждаща павета, днес то е с предимно земеделско стопанство.

## Известни личности
Починали в Бюно-Бонво
- Арман Лимнандер де Нюенхове (1814 – 1892), белгийски композитор